# 阿玛雷·斯塔德迈尔
阿瑪雷·卡萨雷斯·史陶德邁爾（英語：Amar'e Carsares Stoudemire，1982年11月16日—）為前美國男子籃球運動員。史陶德邁爾身高6尺10英寸（208厘米），體重245磅（111公斤）。十五年職業生涯中效力過四支球隊，是聯盟歷史中具代表性的長人大前鋒球員。史陶德邁爾出生于佛罗里达州的威爾斯湖，美国职业篮球运动员，司职大前锋和中锋，曾入选美国国家男子篮球队。2016年八月，从NBA退役的斯塔德迈尔决定在下赛季前往以色列Hapoel Jerusalem队打球。

## 家庭
史杜達米亞出生於1982年11月16日，有個比他大8歲的哥哥小哈澤爾。母親瑪麗亞，父親哈澤爾。後來史杜達米亞又有了一個同母異父的弟弟馬爾萬。他們家在佛羅里達的威爾斯湖，離迪斯尼樂園只有一個小時的車程，但到其它地方都很遠。年輕時，瑪麗亞跟家人一起到桔子園摘桔子，然後賣到紐約。不過瑪麗亞還有不良行為，多次因為盜竊被捕。初時只是因為好奇，後來竟淪為以盜竊為生。這一情況直到她結婚後才有所好轉。史杜達米亞還很小時，父母就離婚了，他輪流跟父親母親生活。1990年，瑪麗亞再婚，不久就有了馬爾萬。

## 理想
史杜達米亞的父親長得非常高大，這直接遺傳給了兩個兒子，而且老哈澤爾喜歡運動，曾執教少年橄欖球隊，這些都直接影響了他們。哥哥小哈澤爾在高中時就是籃球兼橄欖球明星，而且有個外號叫「小沙克」。史杜達米亞後來也承認，他哥哥是個出色的籃球手。史杜達米亞最初喜歡的則是橄欖球，他的理想是先成為佛羅里達州或者邁阿密的接球手，然後成為NFL的明星。當然他也玩籃球，哥哥教他利用身體優勢和出色的彈跳去擊敗對手。在史杜達米亞上六年級時，他已經可以反手入樽。史杜達米亞的偶像是奧尼爾，他住的地方離奧尼爾 (Shaquille O'neal)當時效力的魔術隊只有幾英里遠。在電視上看奧尼爾的表演成為他最大的愛好，當看到奧尼爾對籃網的比賽扣碎籃筐時，小史杜達米亞幾乎瘋掉了。

## 父親遺言
當史杜達米亞12歲時，他父親從事貨運生意，生活開始有所起色。不過好景不長，老哈澤爾因為家族遺傳的心臟病突然逝世。瑪麗亞無奈之下，只得撫養史杜達米亞兄弟，她開始重操舊業，因此也經常入獄。小哈澤爾成了街頭的小混混，而史杜達米亞和馬爾萬經常無家可歸，很多時候他們都睡在警察伯尼-希耶斯的崗亭里。希耶斯很照顧他們，他建議史杜達米亞放棄橄欖球，專攻籃球。因為他認為，只有這樣才可能得到更好的教育和更好的未來。史杜達米亞接受了希耶斯的建議。他很快作了決定，沒有人能阻止他成為NBA球星。而且他必須盡快簽下第一份合同，在他的家族還沒有到窮途末路之前。史杜達米亞對自己的人生有清楚的規劃。除了出色的籃球天賦，他有個非常冷靜而理智的頭腦。他擅長察言觀色，在別人騙他之前經常已經上了他的當。父親逝世後，史杜達米亞自然而然的為自己建立了一個保護殼。在父親逝世當天他哭得很傷心，但此後再也沒有哭過。他從此變得面無表情，從不太高興，也不太低落。他從沒忘記父親留給他的最後一句話：「天空才是你的極限，阿馬雷。(The sky is the limit.)」

## 高中
十三四歲的時候，史杜達米亞身高已經到1.98米。他需要快速提高自己的球技，但從沒有接受正規訓練，沒有打過任何聯賽。終於他加入了一支AAU球隊，在這裏，他終於找到了渴求的正規教練。他的力量和預判使他成為出色的籃板手和防守者，他的速度令對手難以防守。史杜達米亞經常在籃下接球傳球後，輕鬆擺脫防守者，以入樽結束。當面對籃筐時，他的近距離跳投也不錯。他的第一次AAU邀請賽，就成為了MVP。高中經歷也非常坎坷，在到最終的塞普雷斯-克里克高中之前，他已經換了6個學校。他的學習成績一般，但人並不笨，在智力測試中，很少有人得分比他高。由於小有名氣，不少球探都在關注史杜達米亞。他到的第一個高中學校是西恩山教會(卓斯·麥基迪的學校)。到高三時，由於教練要離開創辦自己的學校，史杜達米亞決定跟隨。可惜後來學校創辦失敗，史杜達米亞回到了佛羅里達。最終到了塞普雷斯-克里克高中後，雖然學校的戰績僅為16勝13負，但他平均每場得29分、15個籃板和6個封阻。高中結束後，他身高達到了2.08米，體重達到240磅。在2002年的麥當勞全明星賽中，他鶴立雞群，好像一個成年人站在了一群小孩中間。他決定不上大學，直接跳到NBA。

## NBA生涯
斯塔德迈尔在2002年NBA选秀中第一轮第9顺位被鳳凰城太阳队摘得，在新秀赛季中斯塔德迈尔的锋芒盖过了状元姚明取得了2002-2003赛季的NBA最佳新秀。
2003-04赛季，斯塔德迈尔数据上有了提升，但是球队只得到29勝53負的糟糕战绩，球队的控卫马布里被交易到纽约尼克。斯塔德迈尔在2004年新秀挑战赛中得到36分，创造此项赛事得分纪录（2009年杜兰特46分打破）。2004年夏天斯塔德迈尔被选入美国国家队征战奥运会，但是教练拉里布朗没有给他足够的上场时间。
2004-05賽季，鳳凰城太陽迎來了史蒂夫·奈許，和斯塔德迈尔，尚恩·馬里安組成了「MSN連線」，並打出了62勝20負的戰績，斯塔德迈尔在西部決賽對上聖安東尼奧馬刺，以55%的投籃命中率場均砍下37分，外加9.8籃板，成為唯二在季後賽面對波波維奇執教的馬刺場均拿下超過30分的球員(之後史蒂芬·柯瑞於2017賽季也曾以場均31.5分達成)，然而球隊最終以1:4不敵馬刺。
2006-07賽季，斯塔德迈尔在第二輪對上聖安東尼奧馬刺，在第四戰中，馬刺前鋒勞勃·歐瑞惡意肘擊太陽後衛史帝夫·奈許引發了一場衝突，衝突過後歐瑞被禁賽兩場，斯塔德迈尔和伯利斯·迪奧由於從板凳區沖入球場而被禁賽一場。雖然他們拿下了該場比賽，將比數追成2:2，但太陽還是輸掉了之後包含一場斯塔德迈尔缺席的兩場比賽，以2:4被淘汰出局，2007賽季普遍被認為是斯塔德迈尔最有機會奪冠的一年。
2010年夏天，斯塔德迈尔转隊去了纽约尼克。在2010年7月6日尼克以5年1亿的顶薪合同与斯塔德迈尔签约。本赛季斯塔德迈尔于2010-11-29到2010-12-16期间，连续9场打出“30+”成为队史第一人。
2011-12赛季，斯塔德迈尔的状态并不好，且还碰到了伤病困扰。相比于上个赛季，场均仅仅拿到17.5分，下降了近8分。在3月份时因背伤缺席了13场比赛，直到4月21日对阵骑士队复出。季后赛首轮对阵热火，发生了震惊各方的怒砸消防栓事件。
2015年2月16日，斯塔德迈尔与尼克达成了买断协议。
在2016年7月26日，紐約尼克以一天合約簽下斯塔德迈尔，並在那裡宣布結束14年NBA球員生涯。
2024年3月2日，背號32號球衣被鳳凰城太陽所退休。

## 个人荣誉
- NBA 全明星: 2005, 2007, 2008, 2009, 2010，2011
- 全明星第一阵容: 2007
- 全明星第二阵容: 2005
- NBA新秀赛第一阵容: 2003
- NBA最佳新秀: 2003
- NBA新秀挑战赛MVP: 2004
- NBA最佳阵容一队: 2007
- NBA最佳阵容二队: 2005,2008,2010,2011

## 職業生涯數據

### NBA例行賽數據統計
| 賽季    | 球隊         | GP  | GS  | MPG  | FG%  | 3P%  | FT%  | RPG | APG | SPG | BPG | PPG  |
| ------- | ------------ | --- | --- | ---- | ---- | ---- | ---- | --- | --- | --- | --- | ---- |
| 2002–03 | 鳳凰城太陽   | 82  | 71  | 31.3 | 47.2 | 20.0 | 66.1 | 8.8 | 1.0 | 0.8 | 1.1 | 13.5 |
| 2003–04 | 鳳凰城太陽   | 55  | 53  | 36.8 | 47.5 | 20.0 | 71.3 | 9.0 | 1.4 | 1.2 | 1.6 | 20.6 |
| 2004–05 | 鳳凰城太陽   | 80  | 80  | 36.1 | 55.9 | 18.8 | 73.3 | 8.9 | 1.6 | 1.0 | 1.6 | 26.0 |
| 2005–06 | 鳳凰城太陽   | 3   | 3   | 16.7 | 33.3 | 0.0  | 88.9 | 5.3 | 0.7 | 0.3 | 1.0 | 8.7  |
| 2006–07 | 鳳凰城太陽   | 82  | 78  | 32.8 | 57.5 | 0.0  | 78.1 | 9.6 | 1.0 | 1.0 | 1.3 | 20.4 |
| 2007–08 | 鳳凰城太陽   | 79  | 79  | 33.9 | 59.0 | 16.1 | 80.5 | 9.1 | 1.5 | 0.8 | 2.1 | 25.2 |
| 2008–09 | 鳳凰城太陽   | 53  | 53  | 36.8 | 53.9 | 42.9 | 83.5 | 8.1 | 2.0 | 0.9 | 1.1 | 21.4 |
| 2009–10 | 鳳凰城太陽   | 82  | 82  | 34.6 | 55.7 | 16.7 | 77.1 | 8.9 | 1.0 | 0.6 | 1.0 | 23.1 |
| 2010–11 | 紐約尼克     | 78  | 78  | 36.8 | 50.2 | 43.5 | 79.2 | 8.2 | 2.6 | 0.9 | 1.9 | 25.3 |
| 2011–12 | 紐約尼克     | 47  | 47  | 32.8 | 48.3 | 23.8 | 76.5 | 7.8 | 1.1 | 0.8 | 1.0 | 17.5 |
| 2012–13 | 紐約尼克     | 29  | 0   | 23.5 | 57.7 | 0.0  | 80.8 | 5.0 | 0.4 | 0.3 | 0.7 | 14.2 |
| 2013–14 | 紐約尼克     | 65  | 21  | 22.6 | 55.7 | 0.0  | 73.9 | 4.9 | 0.5 | 0.4 | 0.6 | 11.9 |
| 2014–15 | 紐約尼克     | 36  | 14  | 24.0 | 54.3 | 0.0  | 74.0 | 6.8 | 1.0 | 0.6 | 0.9 | 12.0 |
| 2014–15 | 達拉斯獨行俠 | 23  | 1   | 16.5 | 58.1 | 0.0  | 67.8 | 3.7 | 0.3 | 0.4 | 0.2 | 10.8 |
| 2015–16 | 邁阿密熱火   | 52  | 36  | 14.7 | 56.6 | 0.0  | 74.6 | 4.3 | 0.5 | 0.3 | 0.8 | 5.8  |
| 生涯    |              | 846 | 696 | 31.0 | 53.7 | 23.6 | 76.1 | 7.8 | 1.2 | 0.8 | 1.2 | 18.9 |
| 明星賽  |              | 6   | 3   | 19.5 | 57.1 | 40.0 | 75.0 | 7.5 | 1.2 | 0.7 | 0.7 | 18.8 |

### NBA季後賽數據統計
| 賽季    | 球隊         | GP | GS | MPG  | FG%  | 3P%   | FT%   | RPG  | APG | SPG | BPG | PPG  |
| ------- | ------------ | -- | -- | ---- | ---- | ----- | ----- | ---- | --- | --- | --- | ---- |
| 2002–03 | 鳳凰城太陽   | 6  | 6  | 33.8 | 52.3 | 100.0 | 57.1  | 7.8  | 1.2 | 1.7 | 1.5 | 14.2 |
| 2004–05 | 鳳凰城太陽   | 15 | 15 | 40.1 | 53.9 | 0.0   | 78.1  | 10.7 | 1.2 | 0.7 | 2.0 | 29.9 |
| 2006–07 | 鳳凰城太陽   | 10 | 10 | 34.3 | 52.3 | 33.3  | 76.9  | 12.1 | 0.6 | 1.3 | 1.9 | 25.3 |
| 2007–08 | 鳳凰城太陽   | 5  | 5  | 40.8 | 48.5 | 25.0  | 63.3  | 9.0  | 0.4 | 1.4 | 2.4 | 23.2 |
| 2009–10 | 鳳凰城太陽   | 16 | 16 | 36.5 | 51.9 | 0.0   | 75.4  | 6.6  | 1.1 | 0.7 | 1.5 | 22.2 |
| 2010–11 | 紐約尼克     | 4  | 4  | 33.5 | 38.2 | 0.0   | 66.7  | 7.8  | 1.8 | 0.3 | 0.8 | 14.5 |
| 2011–12 | 紐約尼克     | 4  | 4  | 36.5 | 55.6 | 0.0   | 75.0  | 6.5  | 0.8 | 1.3 | 0.3 | 15.3 |
| 2012–13 | 紐約尼克     | 4  | 0  | 8.3  | 38.5 | 100.0 | 100.0 | 2.3  | 0.0 | 0.0 | 0.0 | 3.8  |
| 2014–15 | 達拉斯獨行俠 | 5  | 0  | 15.0 | 42.9 | 0.0   | 69.2  | 3.2  | 0.6 | 0.2 | 0.6 | 7.8  |
| 2015–16 | 邁阿密熱火   | 9  | 2  | 9.1  | 57.9 | 0.0   | 100.0 | 1.4  | 0.0 | 0.6 | 0.3 | 3.3  |
| 生涯    |              | 78 | 62 | 30.7 | 51.2 | 25.0  | 75.0  | 7.4  | 0.8 | 0.8 | 1.3 | 18.7 |